# Syrphe pyrastre
Scaeva pyrastri
Espèce
Le syrphe pyrastre (Scaeva pyrastri), appelé aussi syrphe du poirier ou syrphe à croissants, est une espèce d'insectes diptères brachycères de la famille des syrphidés, de la sous-famille des syrphinés.

## Description
L'imago mesure de 11 à 15 mm. Les pattes sont rousses et la base du fémur noire. Ses yeux sont couverts de poils. Sa face est jaune avec un vertex noir. La partie dorsale de l'abdomen est ornée de trois paires de lunules blanches ou crème dont la largeur est presque constante.
Comme chez d'autres syrphidés, les yeux du mâle sont rapprochés et ceux de la femelle espacés.
Les larves vertes ou parfois roses ressemblent à de petites sangsues et se nourrissent de pucerons (elles sont aphidiphages).

## Habitat
On trouve ce syrphe aussi bien en ville qu'à la campagne. Les adultes butinent des fleurs d'apiacées (ombellifères), mais aussi de colza, de chèvrefeuilles, de marguerites...